# Valerij Urin
Valerij Grigor'evič Urin (in russo Валерий Григорьевич Урин?; Sverdlovsk, 10 agosto 1934 – 23 gennaio 2023) è stato un calciatore sovietico, dal 1991 russo, di ruolo attaccante.

## Carriera

### Club
Durante la sua carriera ha giocato con varie squadre di club, tra cui la Dinamo Mosca, con cui conta 19 reti in 68 partite.

### Nazionale
Conta 2 presenze con la Nazionale sovietica.